# Relais 4 × 100 mètres masculin aux Jeux olympiques de 1920 (athlétisme)
Pour un article plus général, voir Athlétisme aux Jeux olympiques de 1920.
Navigation
Stockholm 1912 Paris 1924
L'épreuve du relais 4 × 100 mètres masculin aux Jeux olympiques de 1920 s'est déroulée les  21 et 22 août 1920 au Stade olympique d'Anvers, en Belgique. Elle est remportée par l'équipe des États-Unis (Charley Paddock, Jackson Scholz, Loren Murchison et Morris Kirksey).

## Résultats

### Finale
| Rang               | Athlètes                                                                 | Temps  | Notes |
| ------------------ | ------------------------------------------------------------------------ | ------ | ----- |
| Médaille d'or      | Charley Paddock, Jackson Scholz, Loren Murchison, Morris Kirksey (USA)   | 42 s 2 | WR    |
| Médaille d'argent  | René Lorain, René Tirard, René Mourlon, Émile Ali-Khan (FRA)             | 42 s 5 |       |
| Médaille de bronze | Agne Holmström, William Pettersson, Sven Malm, Nils Sandström (SWE)      | 42 s 8 |       |
| 4                  | William Hill, Harold Abrahams, Denis Black, Victor d'Arcy (GBR)          | 43 s 0 |       |
| 5                  | Henri Thorsen, Fritiof Andersen, August Sørensen, Marinus Sørensen (DEN) | 43 s 3 |       |
| 6                  | Jean Colbach, Paul Hammer, Jean Proess, Alex Servais (LUX)               | 43 s 6 |       |